# チシ島

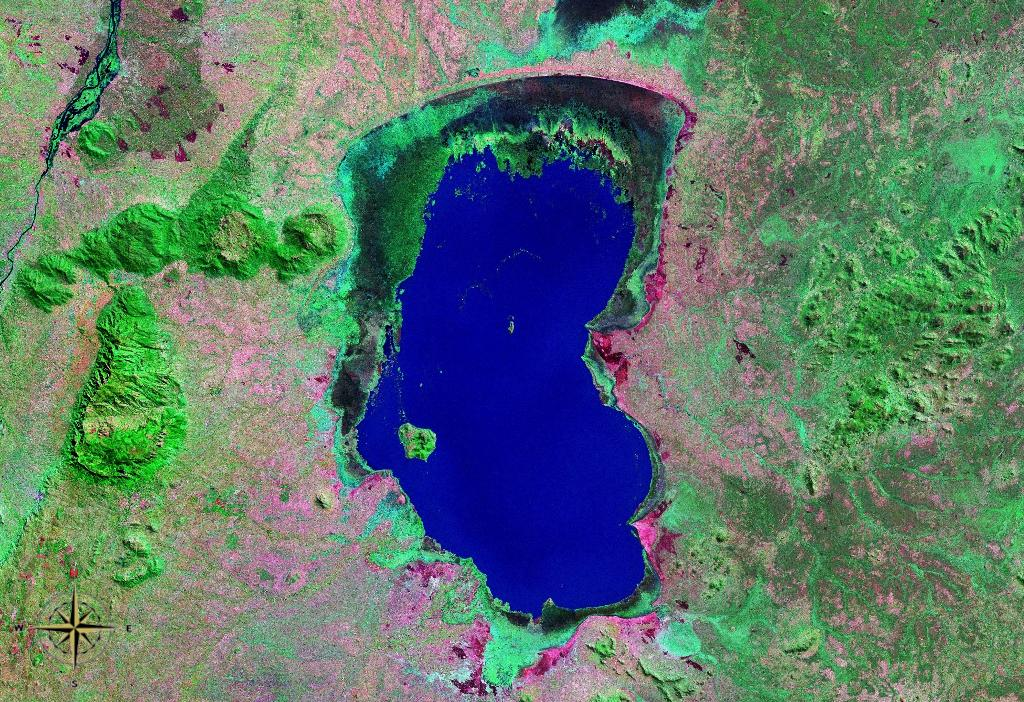
チルワ湖内に浮かぶチシ島の衛星写真

チシ島（Chisi Island）は、マラウイのゾンバ州に属するチルワ湖内に浮かぶ島である。この島は湖の西側の海岸から近い距離にあり、本土にある小さな丘の連なりの延長線上に位置している。この島の東側はチルワ湖の開放水域である一方、島の西側は湿平原となっている西側の海岸と向かい合っている。季節や降水量の変動による湖の水量の増減と、最高水深4-5メートルというチルワ湖の水深の浅さの影響から、島の面積はおよそ12-21平方キロメートルの範囲で変化する。なお、チルワ湖の水量が大きく減少した際には、西側の湖岸から島まで歩いて渡ることが可能である。
チシ島にはおよそ1500人が在住しており（1998年の国勢調査では1591人）、島民のおよそ3分の1が農業に従事し、残りの3分の2は主に漁業へ従事している。島民の大部分はニャンジャ族で、文盲の割合は13%と低い。
また、この島には漁業などに関する天然資源の持続的利用のためのいくつかの伝統的なルールが現在でも残されている。